# Maksim Mamin (ur. 1995)
Maksim Władimirowicz Mamin, ros. Максим Владимирович Мамин (ur. 13 stycznia 1995 w Moskwie) – rosyjski hokeista, reprezentant Rosji.

## Kariera
- Krasnaja Armija Moskwa (2011-2015)
- CSKA Moskwa (2014-2017)
  -  Zwiezda Czechow (2015/2016, 2016/2017)
- Florida Panthers (2017-2018)
- Springfield Thunderbirds (2017-2018)
- CSKA Moskwa (2018-2021)
- Florida Panthers (2021-2022)
- CSKA Moskwa (2022-)

Wychowanek CSKA Moskwa. W maju 2012 w KHL Junior Draft został wybrany przez tenże klub z numerem 44. Przez cztery sezony grał w juniorskich rozgrywkach MHL. W barwach CSKA zadebiutował w seniorskich rozgrywkach KHL w sezonie KHL (2014/2015). W kwietniu 2015 przedłużył kontrakt z klubem o dwa lata. Wcześniej, w NHL Entry Draft 2013 został wybrany przez Florida Panthers z numerem 175 (przekazany z Anaheim Ducks). W maju 2017 podpisał kontrakt wstępujący z tym klubem. W jego barwach grał w sezonie NHL (2017/2018), a ponadto grał w drużynie farmerskiej, Springfield Thunderbirds, w AHL. Na początku następnego sezonu, w listopadzie 2018 został wypożyczony z powrotem do CSKA. W kwietniu 2019 przedłużył kontrakt z CSKA o dwa lata. Pod koniec lipca 2021 ogłoszono jego transfer do Florida Panthers w NHL i roczny kontrakt. W lipcu 2022 powrócił do CSKA.
W barwach juniorskich kadr Rosji uczestniczył w turniejach mistrzostw świata do lat 17 edycji 2012 oraz mistrzostw świata juniorów do lat 20 edycji 2015. W barwach reprezentacji seniorskiej uczestniczył w turnieju mistrzostw świata edycji 2018.

## Sukcesy
Reprezentacyjne
- Złoty medal mistrzostw świata juniorów do lat 17: 2012
- Złoty medal Junior Super Series: 2015
- Srebrny medal mistrzostw świata juniorów do lat 20: 2015

Klubowe
- Srebrny medal MHL: 2012, 2014 z Krasnają Armiją Moskwa
- Puchar Kontynentu: 2015, 2016, 2017, 2019, 2020 z CSKA Moskwa
- Złoty medal mistrzostw Rosji: 2015, 2019, 2020, 2023 z CSKA Moskwa
- Srebrny medal mistrzostw Rosji: 2016 z CSKA Moskwa
- Pierwsze miejsce w Dywizji Tarasowa w sezonie zasadniczym: 2015, 2016, 2017, 2019, 2020 z CSKA Moskwa
- Pierwsze miejsce w Konferencji Zachód w sezonie zasadniczym: 2015, 2016, 2017, 2019, 2020 z CSKA Moskwa
- Puchar Otwarcia: 2015 z CSKA Moskwa
- Finał KHL o Puchar Gagarina: 2016 z CSKA Moskwa
- Puchar Gagarina: 2019, 2023 z CSKA Moskwa

Indywidualne
- MHL (2013/2014):
  - Pierwsze miejsce w klasyfikacji asystentów w fazie play-off: 16 asyst[8]
  - Pierwsze miejsce w klasyfikacji kanadyjskiej w fazie play-off: 21 punktów[9]
  - Trzecie miejsce w klasyfikacji +/− w fazie play-off: +13[10]
- KHL (2014/2015):
  - Najlepszy pierwszoroczniak tygodnia – 15 lutego 2015
  - Najlepszy pierwszoroczniak miesiąca – luty 2015[11]
  - Nagroda dla najlepszego pierwszoroczniaka sezonu KHL im. Aleksieja Czeriepanowa[12][13][14]
- KHL (2018/2019):
  - Zdobywca zwycięskiego gola w dogrywce meczu CSKA Moskwa – Awangard Omsk 2:3 (czas 77:44'), przesądzającego o mistrzostwie (19 kwietnia 2019)[15]